# Quận Highland, Virginia
Quận Highland là một quận thuộc tiểu bang Virginia, Hoa Kỳ.
Quận này được đặt tên theo. Theo điều tra dân số của Cục điều tra dân số Hoa Kỳ năm 2000, quận có dân số 2536 người. Quận lỵ đóng ở Monterey6. Được gọi là "Thụy Sĩ nhỏ của Virginia", đây là quận ít dân nhất bang và nằm ở khu vực có độ cao trung bình cao nhất ở phía đông sông Mississippi.

## Địa lý
Theo Cục điều tra dân số Hoa Kỳ, quận có diện tích 1077 km2, trong đó có 0 km2 là diện tích mặt nước.